# Pfäffikon (kanton Zurych)
Pfäffikon – miejscowość i gmina (Politische Gemeinde) w północnej Szwajcarii, w kantonie Zurych, siedziba administracyjna okręgu (Bezirk) Pfäffikon. Leży nad jeziorem Pfäffikersee.

## Demografia
W Pfäffikonie mieszka 12 379 osób. W 2021 roku 19,5% populacji gminy stanowiły osoby urodzone poza Szwajcarią.
Przeważająca część mieszkańców (86,9%) jest niemieckojęzyczna.

## Transport
Przez teren gminy przebiegają drogi główne nr 337 i nr 345.